# مكون المتممة 5أ

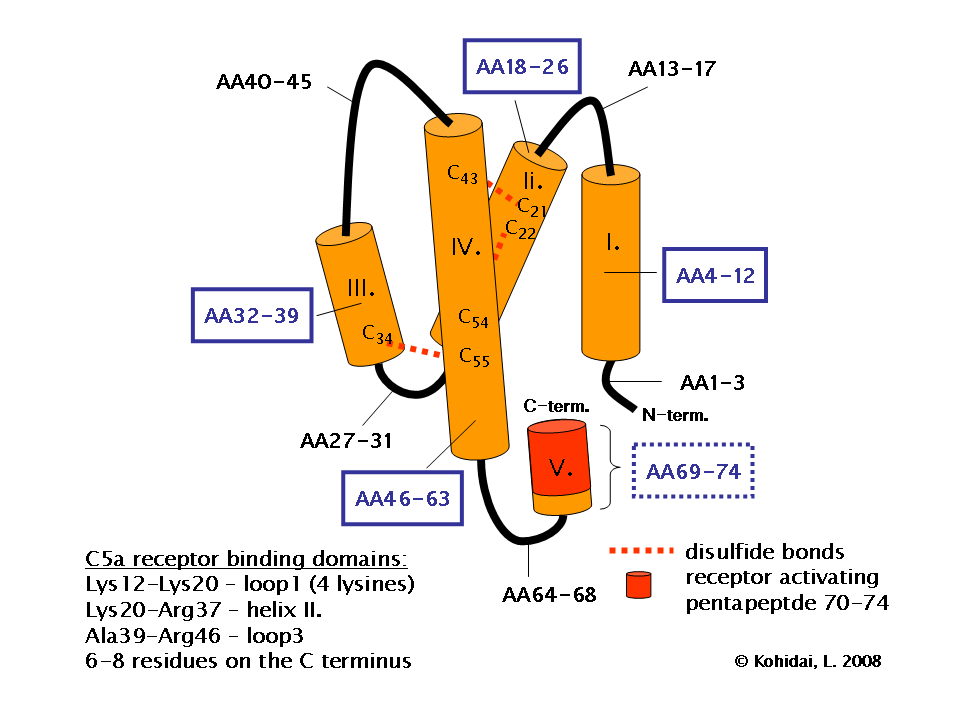
مخطط رائع ثلاثي الابعاد لمكون المتممة 5 أ

مكون المتممة 5 أ (بالإنجليزية: Complement component 5a)‏ (واختصارا يطلق عليه:C5a) هو جزيء بروتيني متحرر من مكون المتممة رقم 5. يتكون من 74 حمض أميني في الإنسان. أثبت الرنين المغناطيسي الطيفي أنه يتكون من 4 جزيئات لولبية (حلزونية) متصلة مع بعضها بحلقات. يعتبر الحلزون رقم 4 هو الأطول، ويتصل بثلاث روابط ثنائية الكبريتيد مع الحلزونين 2 ،3 (كما في الشكل المقابل). ينحل مكون المتممة 5 أ سريعا بعد تكونه بواسطة الانزيم المصلي «كربوكسي بيبتيداز ب» إلى 73 حمض أميني وأرجنين.

## الوظيفة
- يعمل مكون المتممة 5 أ على تحرير مادة الهستامين من الخلايا البدينة.
- يعد جاذبا قويا لكرات الدم البيضاء إلى منطقة تنشيط نظام المتمم (كما يحدث في حالات الالتهاب).